# Olethrius brevicornis
Olethrius brevicornis là một loài bọ cánh cứng trong họ Cerambycidae.